# Ethernet-Anschlussdose

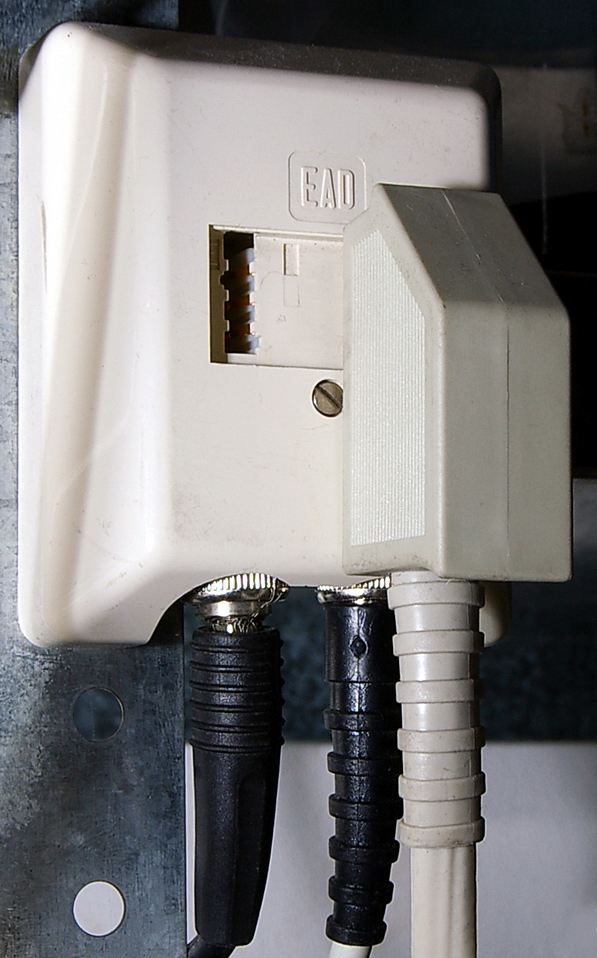
Beschaltete Dose

Eine Ethernet-Anschlussdose (EAD) ist eine Steckdose für Ethernet-Verbindungen (10BASE2, 10 Mbit/s). Sie stellte zu Zeiten der koaxialen Verkabelung im Vergleich zu den sonst üblichen T-Stücken eine betriebssicherere Alternative dar. EAD sind häufig doppelt ausgeführt, um den Anschluss zweier Rechner zu ermöglichen. Spezielle EAD-Kabel sind immer notwendig.

## Funktionsweise
Die EAD wurde aus der TAE-Dose für das Telefon entwickelt. Stecker und Buchse sind jedoch anders codiert („E“), sodass EAD-Stecker nicht versehentlich in einen Telefonanschluss gesteckt werden konnten. Intern verfügt die EAD über zwei Anschlüsse für das bei Thinwire Ethernet übliche Koaxialkabel.
Wie bei TAE berühren sich die gegenüberliegenden Kontakte einer nicht verwendeten Buchse. Beim Einstecken werden sie auseinandergedrückt – es findet eine mehr oder weniger kurze Unterbrechung des Busses statt – und über den Stecker und das damit verbundene doppelte Koaxialkabel wieder verbunden. Das T-Stück mit der Busabzweigung befindet sich integriert am Ende mit dem BNC-Stecker. Nicht einwandfreie Dosen, Stecker oder Kabel können Bus-Unterbrechungen oder stehende Wellen erzeugen.
Eine weiterentwickelte Variante ist scEAD (screened EAD), die auch im Steckverbinder eine Schirmung einsetzt. Die Stecker haben einen entsprechenden Kragen und die Dosen eine Aussparung rund um die eigentlichen Kontakte, wodurch scEAD-Kabel nicht in Standard-EAD-Buchsen passen.
Die EAD wurde Anfang der Achtzigerjahre entwickelt und ermöglichte IT-Administratoren erstmals, Netzwerkkomponenten hinzuzufügen oder zu entfernen, ohne das System komplett herunterfahren zu müssen. Als Mitte der Neunzigerjahre die 10BASE2-Technologie obsolet wurde, kamen EADs zunehmend außer Gebrauch.
Die meisten EAD-Installationen dürften inzwischen durch zuverlässigere Twisted-Pair-Verkabelung mit 8P8C-Dosen und schnellerem Fast Ethernet oder Gigabit-Ethernet abgelöst worden sein.